# Colleville-Montgomery
Colleville-Montgomery é uma comuna francesa na região administrativa da Normandia, no departamento Calvados. Estende-se por uma área de 7,73 km². Em 2010 a comuna tinha 2 539 habitantes (densidade: 328,5 hab./km²).